# 30 (албум)
„30“ е четвъртият студиен албум на британската певица Адел, издаден на музикалния пазар на 19 ноември 2021 г. от Кълъмбия Рекърдс. Първият сингъл „Easy on Me“ е пуснат на пазара на 15 октомври 2021 г.

## Списък с песните

### Оригинален траклист
1. Strangers by Nature
2. Easy on Me
3. My Little Love
4. Cry Your Heart Out
5. Oh My God
6. Can I Get It
7. I Drink Wine
8. All Night Parking (с Ерол Гарнър)
9. Woman like Me
10. Hold On
11. To Be Loved
12. Love Is a Game

### Target и японско лимитирано издание
1. Wild Wild West
2. Can't Be Together
3. Easy on Me (с Крис Стейпълтън)